# Akagi (Schiff, 1927)
Die Akagi (jap. 赤城 Rotes Schloss) war ein Flugzeugträger der Kaiserlich Japanischen Marine, benannt nach dem Vulkan Akagi in der heutigen Präfektur Gunma. Auf Kiel gelegt als ein Schlachtkreuzer der Amagi-Klasse, wurde sie noch während des Baus in einen Flugzeugträger umgewandelt, um die Bedingungen des Washingtoner Flottenvertrags zu erfüllen. Nach Japans Kündigung des Vertrages Ende 1934 erfolgte zwischen 1935 und 1938 ein weiterer Umbau des Schiffes, bei dem aus ihren drei Flugdecks ein einziges konstruiert wurde. Zusätzlich erhielt sie einen Inselaufbau als Kommandozentrale. Als zweiter in Dienst gestellter und erster Flottenflugzeugträger Japans stellte die Akagi einen Kern zur Entwicklung der japanischen Trägerkampfgruppendoktrin dar. Japans Erfolge in den ersten sechs Monaten des Pazifikkriegs basierten erheblich auf dieser Doktrin.
Flugzeuge der Akagi griffen bereits in den späten 1930er Jahren in die Kampfhandlungen des Zweiten Japanisch-Chinesischen Krieges ein. Bei der Aufstellung der Kidō Butai Anfang 1941 wurde sie zum Flaggschiff der Trägergruppe bestimmt und blieb dies für den Rest ihrer Dienstzeit. Gemeinsam mit den anderen Trägern der Gruppe führte sie den Angriff auf Pearl Harbor im Dezember 1941 durch. Im Januar 1942 griffen ihre Flugzeuge in die Schlacht um Rabaul ein. Im Folgemonat führten ihre Kampfgruppen einen Luftangriff auf Darwin durch und halfen bei der Besetzung Niederländisch-Indiens. Im März und April versenkten ihre Flugzeuge bei einem Vorstoß in den Indischen Ozean einen britischen Schweren Kreuzer und einen australischen Zerstörer.
Nach einem kurzen Werftaufenthalt nahm sie mit drei anderen Flottenträgern an der Schlacht um Midway im Juni 1942 teil. Dort wurde sie durch einen gegnerischen Luftangriff schwer beschädigt und, als eine Rettung des Schiffes aussichtslos erschien, evakuiert und von japanischen Zerstörern selbst versenkt. Der Verlust der Akagi und der anderen bei Midway eingesetzten Träger stellte einen entscheidenden strategischen Verlust für Japans Streitkräfte dar und sorgte dafür, dass die Alliierten in die Offensive gehen konnten.

## Konstruktion und Bau

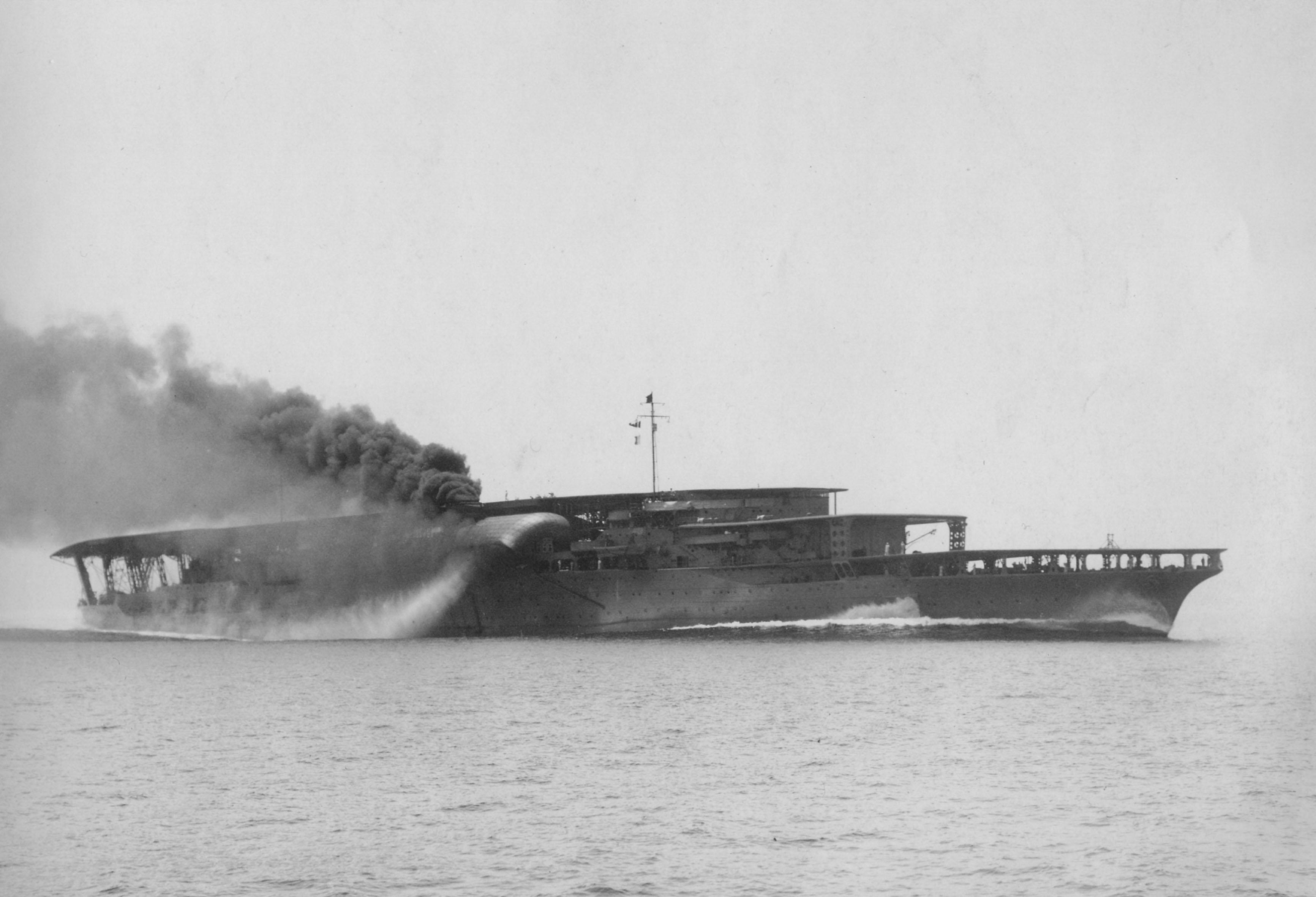
Die Akagi nach ihrer Fertigstellung mit den drei unterschiedlich langen Flugdecks und den unterschiedlichen Abgasfahnen aus den beiden Schornsteinen im Jahr 1927

Der Bau des Schiffs war ursprünglich 1920 als Schlachtkreuzer der Amagi-Klasse in Kure begonnen worden.
Der Name Akagi, der Name eines Berges, entsprach dem typischen Schema der Namensgebung japanischer Schlachtkreuzer, wie sie schon bei der vorangegangenen Kongō-Klasse praktiziert worden war.
Gestützt auf die Beschlüsse der Washingtoner Flottenkonferenz von 1922, wurde die Fertigstellung des Schlachtkreuzers abgebrochen, und die Akagi wurde zur Fertigstellung als Flugzeugträger vorgesehen. Die geplanten Schwesterschiffe Amagi, Atago und Takao wurden unfertig verschrottet. Sie war damit der zweite Flugzeugträger, dessen Bau die Kaiserlich Japanische Marine nach der Hōshō von 1922 begann.
Die angesetzten Arbeiten beinhalteten auch eine Umgestaltung des Rumpfes, der nahezu fertiggestellt war. Hierbei wurde, unter anderem, das schwere Schutzsystem des ursprünglichen Schlachtkreuzers deutlich reduziert, um Gewicht einzusparen; der Gürtelpanzer wurde dabei von 25,4 cm Dicke auf 15,2 cm reduziert. Lagertanks für Flugzeugtreibstoff und Munitionsbunker für Fliegerbomben und Torpedos wurden in den Rumpf eingepasst.
Der neue Flugzeugträger war zunächst für die damals üblichen Doppeldecker-Flugzeugtypen ausgelegt und erhielt drei Flugdecks. Davon waren die beiden unteren Hallendecks – naturgemäß – nur zum Start von Flugzeugen geeignet, während auf dem oberen Deck auch gelandet werden konnte. Über die gesamte Schiffslänge erstreckte sich dabei keines der Decks. Das obere Deck war 190 Meter lang und nicht durchgängig horizontal ausgeführt. Es erreichte, etwa in der Schiffsmitte, seinen höchsten Punkt und fiel nach achtern und zum Bug hin leicht ab, um für Flugzeuge das Beschleunigen beim Start und das Bremsen nach der Landung zu unterstützen. Das darunter gelegene Abflugdeck hatte nur eine kurze Abflugplattform von 15 Metern Länge, und das untere Abflugdeck war 55 Meter lang.
Der hintere Teil der beiden Abflugdecks diente gleichzeitig als Hangar, in dem die Flugzeuge gelagert, bewaffnet, betankt und repariert werden konnten. Zum Zeitpunkt ihrer Indienststellung lag die Kapazität bei 60 mitgeführten Flugzeugen.

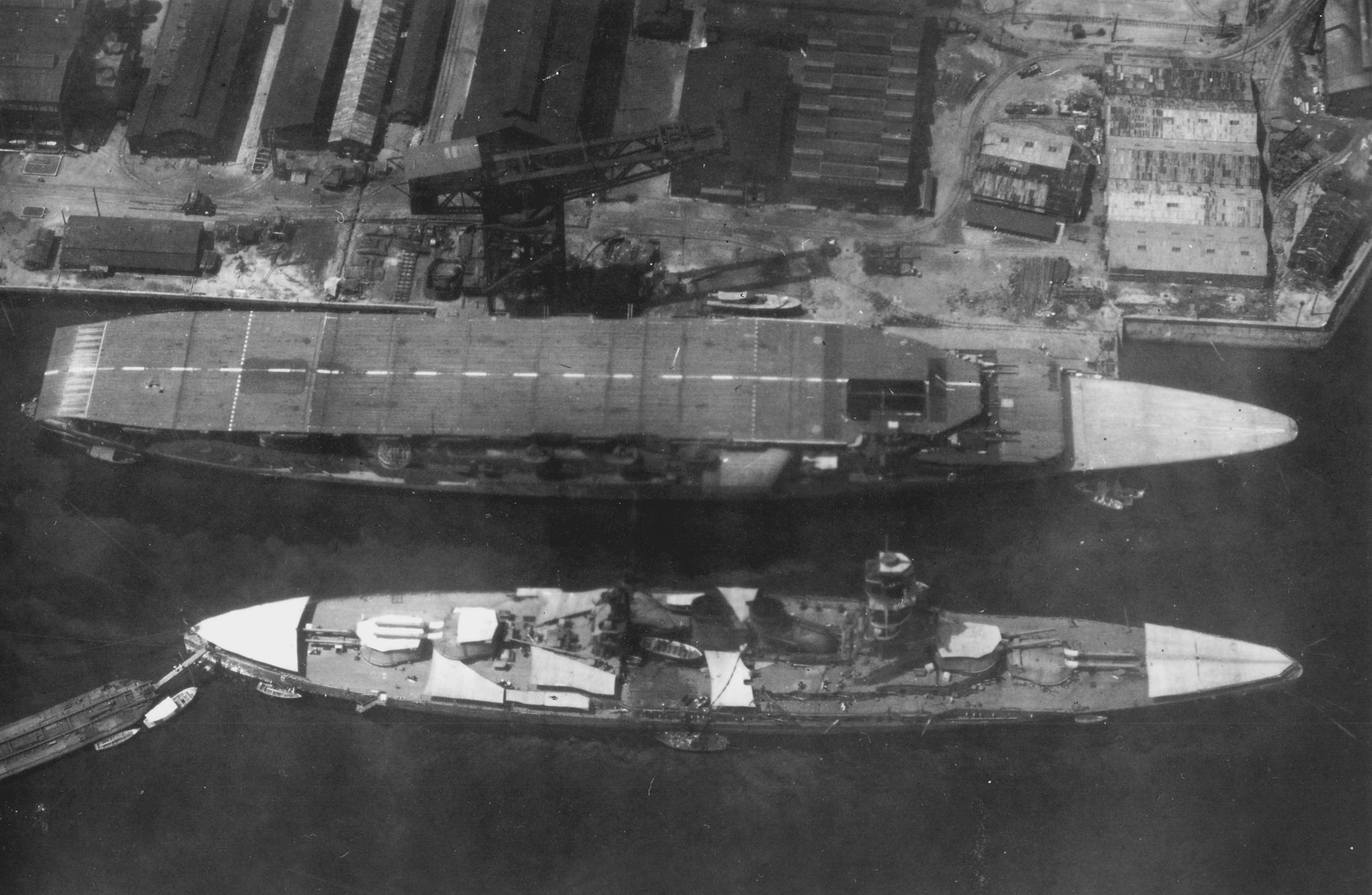
Die Akagi 1930, die beiden 20-cm-Geschütztürme sind vorn auf dem mittleren Abflugdeck zu erkennen. Daneben liegt das Schlachtschiff Nagato.

Das Schiff war zunächst mit sechs 12-cm-/L45-Flugabwehrkanonen in drei Zwillingslafetten und sechs einzeln lafettierten 20-cm-/L50-Geschützen in Kasematten bewaffnet.
Die Wasserverdrängung bei voller Beladung lag bei 34.364 ts und damit deutlich niedriger als die Verdrängung, die das Schiff, unter gleichen Bedingungen, als Schlachtkreuzer gehabt hätte.
Der Stapellauf fand am 22. April 1925 statt. Die Ausrüstung und Indienststellung erfolgten in Yokosuka und wurden am 27. März 1927 abgeschlossen.

## Nachrüstungen
Weil sich die Einsatzdoktrin für Flugzeugträger beim Bau des Schiffes noch in der Anfangsphase befunden hatten, wurden mehrfach Änderungen an Ausrüstung und Ausstattung der Akagi vorgenommen, um das Schiff an neue Erkenntnisse und modernere Technik anzupassen.
So wurde nachträglich eine provisorische Brücke im vorderen Bereich der Steuerbordseite des oberen Flugdecks montiert.
Nachgerüstet wurden in den folgenden Jahren auch zwei Geschütztürme mit je zwei 20-cm-/L50-Geschützen, die man an der Basis des mittleren Abflugdecks aufstellte, je einen an Backbord und Steuerbord. Die Bewaffnung, die primär zur Bekämpfung von gegnerischen Schiffen geeignet war, erhöhte sich so für einige Jahre auf zehn 20-cm-/L50-Rohre. Diese später unübliche Art der Bewaffnung eines Flugzeugträgers für Artillerieduelle mit anderen Schiffen ergab sich auf Basis der eingeschränkten Reichweite der eigenen Flugzeuge und ihrer schwachen Bewaffnung: Man war sich nicht sicher, ob ein feindliches Schiff durch die eigenen Flugzeuge erkannt und aufgehalten werden konnte, bevor es bis auf Schussweite an den eigenen Träger herankommen konnte.

## Umbau

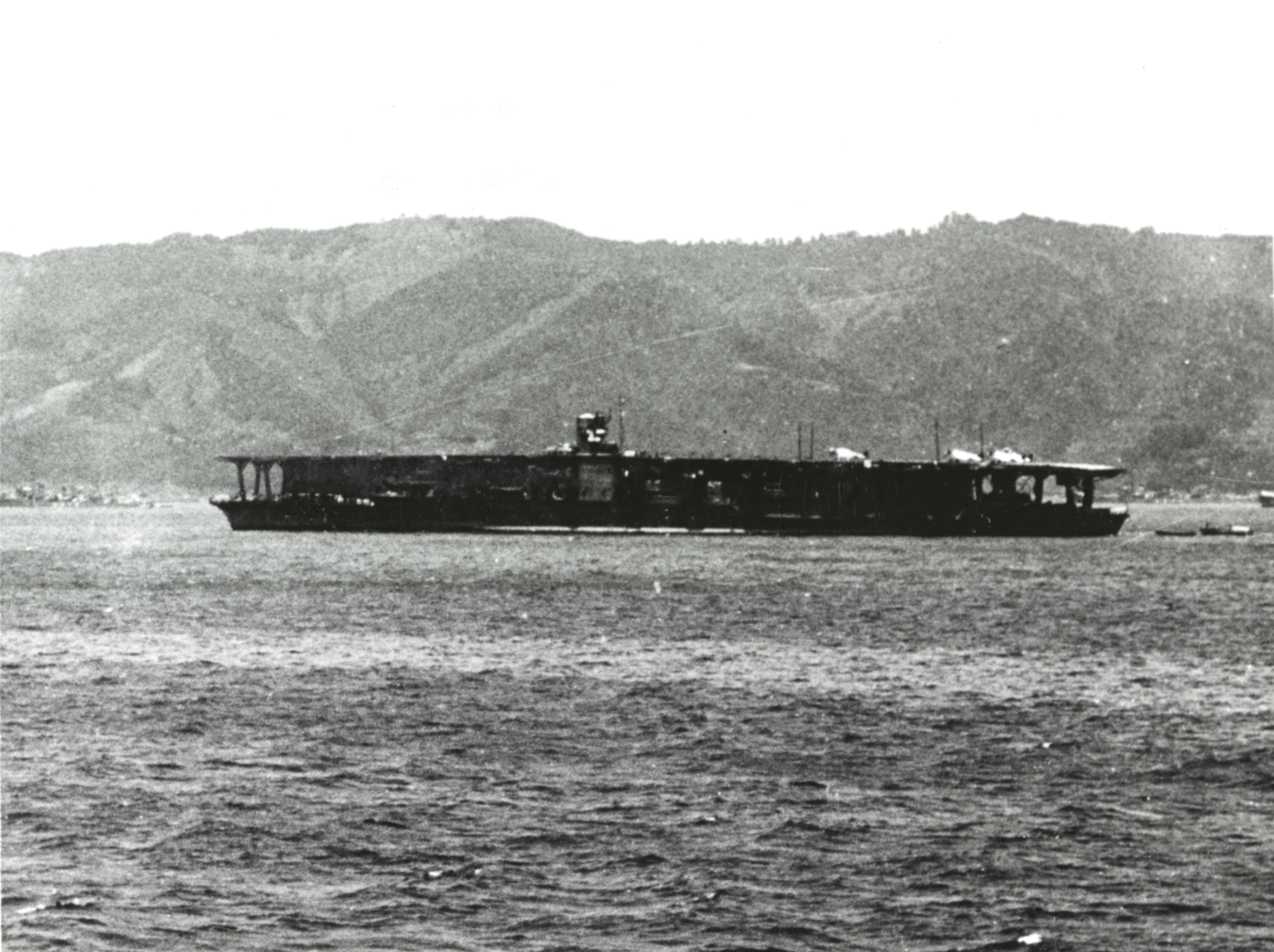
Die Akagi 1939, der Knick im Flugdeck ist zu erkennen

Das Konzept von drei Flugdecks war unzureichend für den Einsatz neuer deutlich schwererer und größerer Flugzeugtypen. Diese benötigten eine längere Start- und Landebahn als die Flugzeugmodelle, für die das Schiff ursprünglich gebaut worden war, und nahmen auch viel mehr Platz in den Hangars ein. Die beiden unteren Abflugdecks waren damit nicht mehr zeitgemäß und wurden zu reinen Hangardecks umgewandelt. Das neue durchgängige Flugdeck war 249 Meter lang und 30 Meter breit.
Der Träger erhielt nun auch einen fest installierten Brückenturm, der an Backbord mittschiffs auf das Flugdeck aufgesetzt wurde.
Die Arbeiten begannen am 15. November 1935 und dauerten letztlich wegen Verzögerungen durch Finanzierungsprobleme drei Jahre an. Sie schlossen auch einen Austausch der zum Teil noch für eine Befeuerung mit Kohle vorgesehenen Dampfkessel gegen solche mit Ölbefeuerung mit ein.
Die Abführung der von den Kesseln erzeugten Abgase erfolgte bei der Akagi zunächst über zwei hintereinander angeordnete Schornsteine, die mittschiffs an der Steuerbordseite das obere Hangardeck verließen. Die Konstruktion entließ die Abgase dann nicht senkrecht nach oben, sondern leitete sie nach unten in Richtung der Wasseroberfläche ab, um die Flugoperationen nicht durch Rauch zu behindern.
Die beiden Zwillingstürme mit ihren 20-cm-/L50-Geschützen wurden entfernt, die sechs 20-cm-Geschütze in den Kasematten allerdings behalten.
Die Akagi trug nach dem Umbau vierzehn 25-mm-Zwillingsmaschinenkanonen Typ-96, deren Einsatz durch sechs Typ-95-Leitgeber koordiniert wurde. Die älteren schweren 12-cm-Flugabwehrkanonen wurden von neuen Typ-94-Leitgeräten mit Anweisungen versorgt. Das durch den Umbau leicht gestiegene Gewicht erhöhte den Tiefgang, und die maximale Geschwindigkeit sank dementsprechend von 32,5 auf 31,2 Knoten.
Der vorgesehene Ersatz der 12-cm-/L45-Flugabwehrkanonen durch die moderneren Typ 89 12,7-cm-Flugabwehrkanonen in Zwillingslafetten wurde wegen ihres Untergangs nicht mehr realisiert.
Die Kapazität für Kampfflugzeuge blieb nach dem Umbau trotz vergrößertem Hangar gleich, weil die inzwischen größer gewordenen Bordflugzeugtypen, zudem teils ohne echte Flügelfaltung, die Vorteile des vergrößerten Hangarraums kompensierten. Für den Zustand nach dem Totalumbau wird die Zahl der Flugzeuge, die maximal mitgeführt werden konnten, mit 91 angegeben. Sie gilt für alte Flugzeugmuster bei einer Einbeziehung von zerlegten Reservemaschinen. Tatsächlich betrug die Kapazität im Zweiten Weltkrieg normalerweise 63 Flugzeuge.

## Vergleich
Die Akagi blieb zwar aus traditionellen Gründen bis 1942 das Flaggschiff der japanischen Trägerflotte, war aber in vielerlei Hinsicht der schwächste der sechs damaligen japanischen Flottenträger. Das geknickte Flugdeck, der geringe Hangarraum, die veraltete Flak (einziges Schiff mit den alten 12-cm-Waffen) und die geringe Seeausdauer, dazu die Vertrimmungsprobleme ergaben in Summe ein Schiff, das trotz der höheren Geschwindigkeit technisch hinter der Kaga zurückblieb (größere Hangars mit effektiver Kapazität für wenigstens 72 Flugzeuge, moderne und viel stärkere Flak, hohe Seeausdauer, durchgehendes Flugdeck) und in der Bewaffnung auch von den viel kleineren Soryu und Hiryū überrundet wurde, von den drastisch kampfstärkeren Schiffen der Shokaku-Klasse ganz abgesehen.

## Einsätze

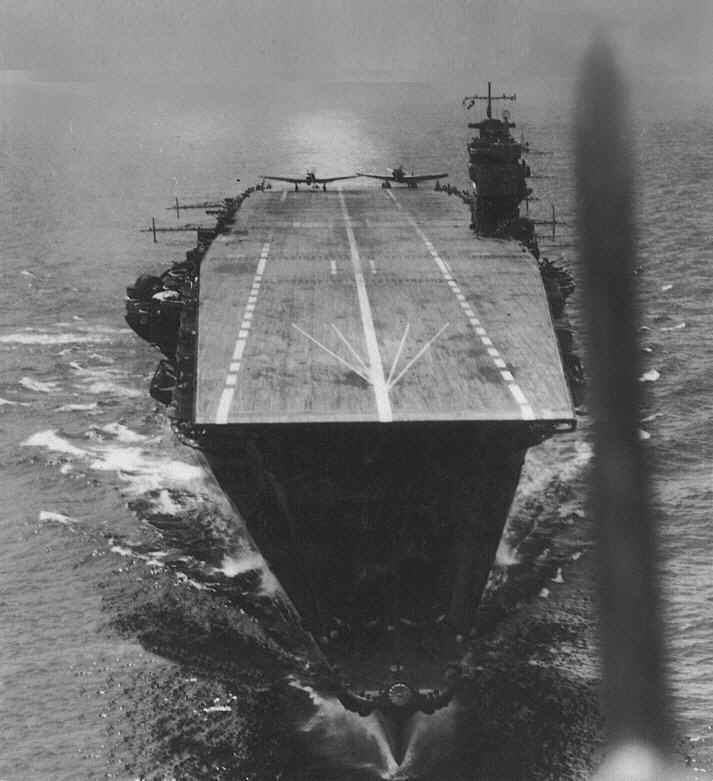
Aichi D3A stehen zum Start bereit

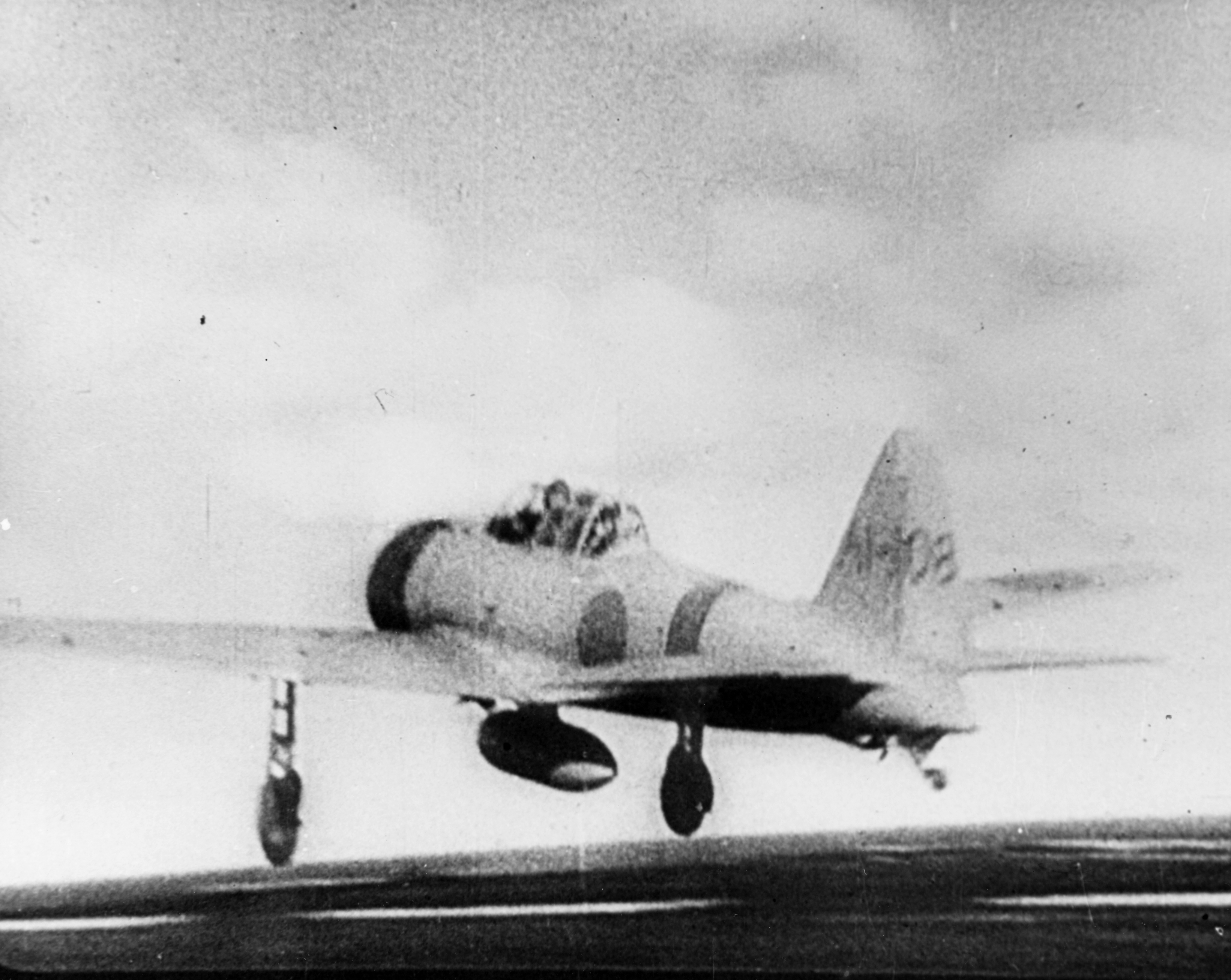
Ein A6M2-Zero-Jagdflugzeug, ausgerüstet mit einem Abwurftank für Treibstoff, hebt am 7. Dezember 1941 zum Angriff auf Pearl Harbor ab. Die ersten Ziffern der Kennnummer am Leitwerk markieren den Jäger als Maschine der Akagi

Der erste Kommandant der Akagi war Yamamoto Isoroku, der später Oberkommandierender der kaiserlich japanischen Marine wurde.
Während des Zweiten Japanisch-Chinesischen Kriegs wurde der Flugzeugträger vor der Küste Chinas eingesetzt. Am 30. Januar 1939 lief sie in südchinesische Gewässer aus und unterstützte dort bis zum 19. Februar Bodenoperationen, darunter Angriffe auf Guilin und Liuzhou. Vom 27. März bis zum 2. April 1940 unterstützte Akagi Operationen in Zentralchina.

### Einsatzgrundsätze der japanischen Träger
Die Erfahrungen beim Einsatz der Akagi vor China haben dazu beigetragen, die Trägerdoktrin der IJN weiterzuentwickeln. Eine der Lektionen, die man in China gelernt hatte, war die Bedeutung von Konzentration und Masse für den Einsatz von Seeluftstreitkräften an Land. Daher bildete die IJN im April 1941 die Kido Butai, um alle Flugzeugträger der Flotte unter einem einzigen Kommando zu vereinen. Am 10. April wurden Akagi und Kaga der Ersten Trägerdivision als Teil der neuen Trägerflotte zugeteilt, zu der auch die Zweite (mit den Trägern Hiryū und Sōryū) und die Fünfte (mit Shōkaku und Zuikaku) Trägerdivision gehörten. Die IJN konzentrierte ihre Doktrin auf Luftangriffe, bei denen die Luftverbände ganzer Trägerdivisionen und nicht einzelner Träger zusammengelegt wurden. Wenn mehrere Trägerdivisionen zusammen operierten, wurden die Luftverbände der Divisionen zusammengelegt. Diese Doktrin kombinierter, massiver trägergestützter Luftangriffsgruppen war die fortschrittlichste ihrer Art in der Welt. Die IJN befürchtete jedoch, dass die Zusammenlegung aller Flugzeugträger dazu führen würde, dass sie durch einen massiven feindlichen Luft- oder Bodenangriff auf einmal ausgelöscht werden könnten. Daher entwickelte die IJN eine Kompromisslösung, bei der die Flugzeugträger innerhalb ihrer Trägerdivisionen eng beieinander operierten, die Divisionen selbst jedoch in lockeren rechteckigen Formationen mit einem Abstand von etwa 7.000 Metern zwischen den einzelnen Trägern. Die japanische Doktrin besagte, dass nicht ganze Flugzeugträgergruppen in einem einzigen Massenangriff abgeschossen werden sollten. Stattdessen startete jeder Flugzeugträger einen "Deckladungsangriff" mit all seinen Flugzeugen, die alle gleichzeitig auf dem Flugdeck befindlichen Flugzeugen. Nachfolgende Angriffswellen bestanden aus der nächsten Deckladung von Flugzeugen. Somit bestanden die Luftangriffe der Kido Butai häufig aus mindestens zwei Wellen von Flugzeugen.
Obwohl die Konzentration so vieler Flugzeugträger in einer einzigen Einheit ein neues und revolutionäres offensives strategisches Konzept darstellte, litt die Kido Butai unter mehreren defensiven Mängeln der Träger. Die Flakgeschütze der japanischen Flugzeugträger und die dazugehörigen Feuerleitsysteme wiesen mehrere Konstruktions- und Konfigurationsmängel auf, die ihre Wirksamkeit einschränkten. Außerdem bestanden die Luftkampfpatrouillen der IJN-Flotte zur Verteidigung der Träger aus zu wenigen Jagdflugzeugen und wurde durch ein unzureichendes Frühwarnsystem, einschließlich eines fehlenden Radars, behindert. Darüber hinaus behinderte die schlechte Funkverbindung mit den Kampfflugzeugen eine wirksame Führung der Luftkampfpatrouille. Darüber hinaus waren die Begleitschiffe der Flugzeugträger weder ausgebildet noch eingesetzt, um eine enge Flugabwehrunterstützung zu leisten. In der US-Flotte hingegen wurden sogar schnelle Schlachtschiffe für die Flugabwehrunterstützung der Träger eingesetzt. Diese Unzulänglichkeiten in Verbindung mit den bereits erwähnten Schwächen an Bord sollten Akagi und anderen Flugzeugträgern der Kido Butai schließlich zum Verhängnis werden.
Die Kido Butai wurde nicht als primäre strategische Angriffstruppe der IJN betrachtet. Die IJN betrachtete die Kido Butai immer noch als integralen Bestandteil der Kantai Kessen (übersetzt Seekriegsflotte Entscheidungsschlacht) der Kombinierten Flotte, die sich auf Schlachtschiffe konzentrierte. Akagi wurde zum Flaggschiff der Kido Butai ernannt, eine Rolle, die das Schiff bis zu seinem Untergang 14 Monate später behielt.

### Angriff auf Pearl Harbor und Einsätze bis April 1942
Als Flaggschiff von Kaigun-Chūjō Nagumo, der die Kidō Butai befehligte, war an Bord beim Angriff auf Pearl Harbor am 7. Dezember 1941. Sie trug 18 Mitsubishi A6M2, 18 Aichi D3A und 27 Nakajima B5N2. Zwei Wellen ihrer Kampfflugzeuge richteten erhebliche Schäden an den im Hafen liegenden amerikanischen Kriegsschiffen und auf der Luftwaffenbasis Hickam Field an. Dabei wurden von der Akagi in der ersten Welle 27 B5N-Torpedobomber und neun A6M-Jagdflugzeuge gestartet. In der zweiten japanischen Angriffswelle griffen 18 D3A der Akagi Schiffsziele an, während sechs Jagdflugzeuge gegnerische Flugfelder angriffen.
Während des folgenden Pazifikkriegs war die Akagi an der Invasion von Rabaul und den Bismarck-Inseln beteiligt. Am 19. Februar 1942 flogen ihre Flugzeuge Luftangriffe auf das australische Darwin im Northern Territory, wobei sie acht Schiffe versenkten, darunter die Peary.
Weiterhin lieferte sich die Akagi Kämpfe mit der alliierten Flotte bei Sumatra, Java und im Indischen Ozean.
Im April 1942 nahm sie an der Attacke im Indischen Ozean teil, bei der unter anderem die Marinebasis der Royal Navy auf Ceylon am 5. April 1942 angegriffen sowie die britischen Kreuzer Cornwall und Dorsetshire südwestlich von Colombo und am 9. April der britische Flugzeugträger Hermes und der australische Zerstörer Vampire bei Batticaloa versenkt wurden.

### Schlacht um Midway

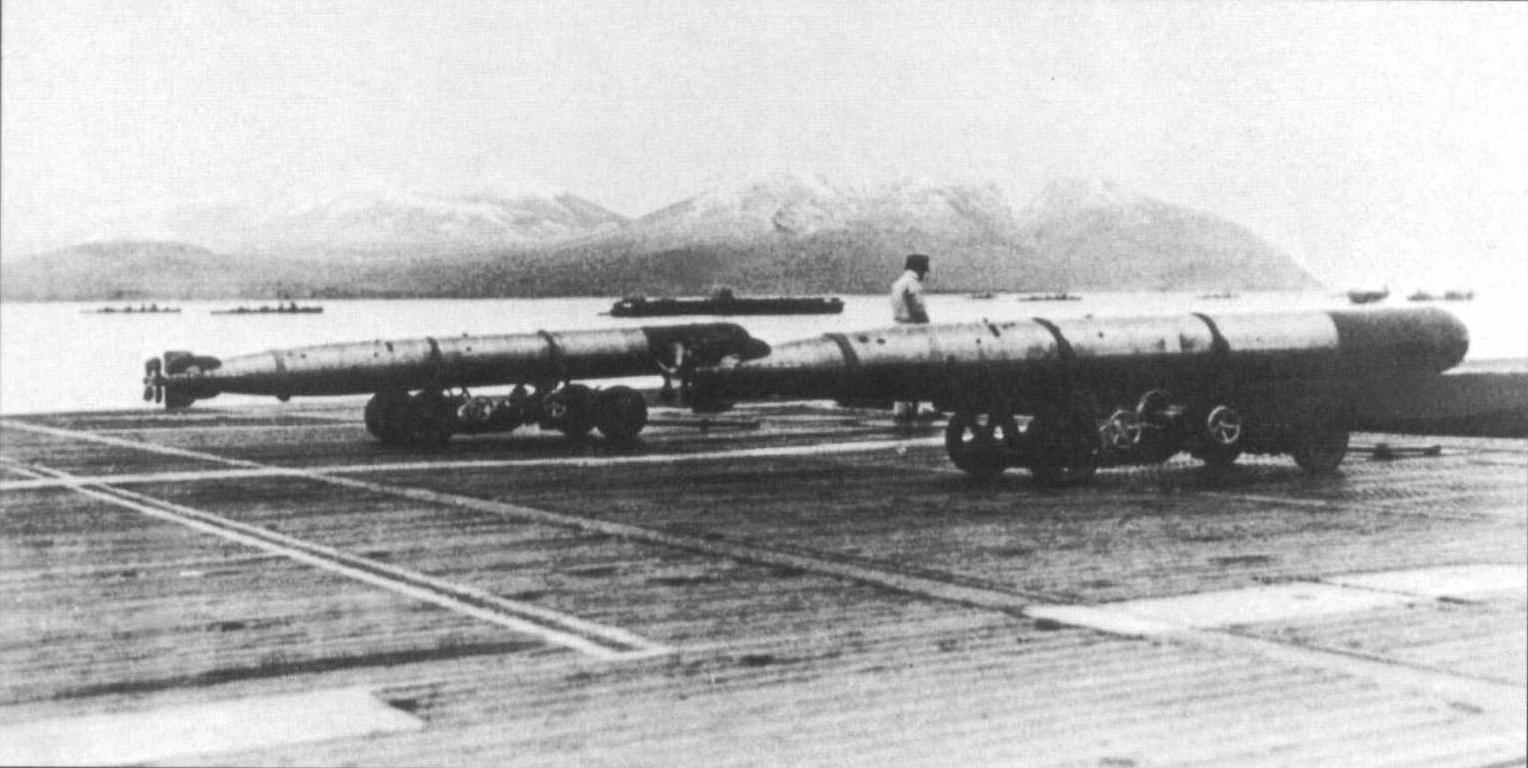
Typ-91-Flugzeugtorpedos stehen 1941 auf dem Flugdeck der Akagi zur Montage auf Transportwagen bereit.

Die Akagi war das Flaggschiff der japanischen Trägergruppe, der Flotte, die im Juni 1942 die geplante Invasion der Midwayinseln vorbereiten und absichern sollte. Vizeadmiral Nagumo führte mit seinem Stab das Kommando von der Akagi aus. Sie hatte 21 einsatzbereite Jagdflugzeuge vom Typ Mitsubishi A6M2, 18 Sturzkampfbomber vom Typ Aichi D3A1 und 18 Torpedobomber Nakajima B5N2 an Bord. Dazu kamen von jedem Typ drei nicht einsatzbereite Reservemaschinen. Die Akagi lief an der Spitze der Steuerbordkolonne des Flottenverbandes, gefolgt von der Kaga.
Zur leichteren Identifikation durch eigene Piloten war auf dem vorderen Viertel des Flugdecks ein Hinomaru über die gesamte Breite des Decks aufgemalt. Unmittelbar an der hinteren Kante des Flugdecks war an Backbord das Katakana-Schriftzeichen ア für A auf das Deck gepinselt, um den Träger für Piloten im Landeanflug als Akagi auszuweisen.
Die Akagi startete im Morgengrauen des 4. Juni um 4:30 Uhr eine Angriffswelle, bestehend aus ihren 18 D3A-Val-Sturzkampfbombern, begleitet von neun ihrer A6M-Zero-Jagdflugzeuge, gegen die Anlagen des amerikanischen Flugplatzes auf Midway. Sie schlossen sich mit den Staffeln der anderen Träger zusammen. Das Kommando über den Angriffsverband hatte der Flugoffizier der Hiryū.

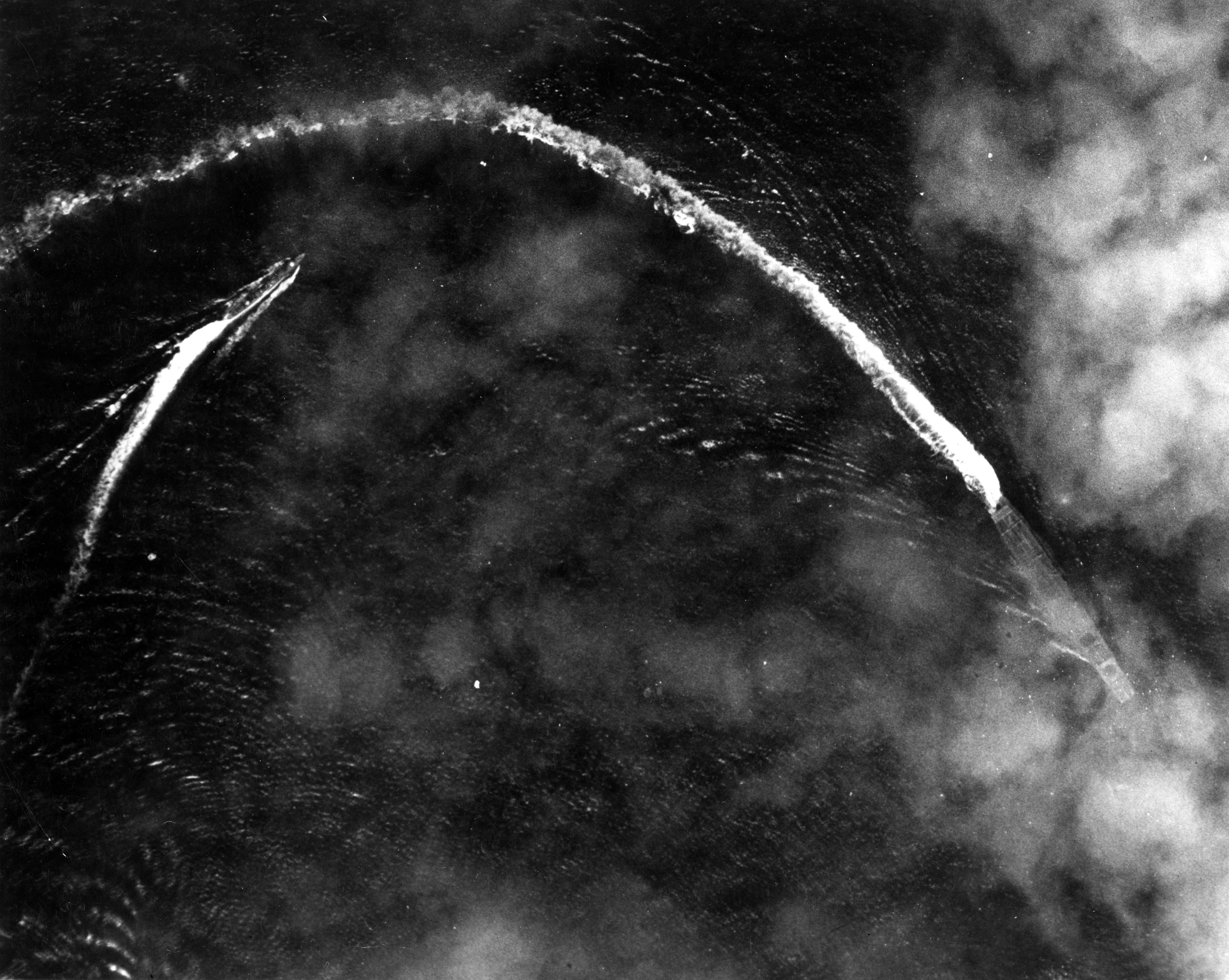
Die Akagi (rechts) während eines Angriffs durch B-17-Bomber am Morgen des 4. Juni gegen 8:00 Uhr. Die Markierung zur Fliegerkennung ist im vorderen Teil des Flugdecks deutlich zu sehen.

Auf der Akagi galt zu diesem Zeitpunkt der „Zustand 4“, ein organisatorisches Standardverfahren, das vorsah, die noch an Bord befindlichen Flugzeuge für den Angriff auf eine möglicherweise auftauchende neue feindliche Flotte in Bereitschaft zu halten. Dazu wurden die B5N Kate mit Torpedos beladen.
Nach rund zwei Stunden Flugzeit erreichten die Flugzeuge der Akagi um 6:45 Uhr Midway und begannen ihren Angriff. Gleichzeitig wurden ihre Jagdflugzeuge über dem Atoll in Luftkämpfe mit F4F- und F2A-Jagdflugzeugen des US Marinecorps verwickelt, die zuvor von dem Flugfeld gestartet waren. Luftkämpfe in 4.500 Metern und 3.400 Metern Höhe wurden gemeldet, bei denen die Piloten der Akagi eine eigene Zero als Verlust meldeten, aber gleichzeitig neun amerikanische Maschinen als Abschüsse deklarierten; zwei weitere gegnerische Flugzeuge wurden als „wahrscheinlich abgeschossen“ gemeldet. Ein anschließender Angriff mit Bordwaffen der Jäger auf das Flugfeld beschädigte eine dort abgestellte B-17.
Die 18 D3A-Val-Bomber warfen achtzehn 242-kg-Bomben ab und meldeten nach dem Angriff drei Volltreffer auf Hangars und aufflackernde Brände am Ziel. Es gab keine eigenen Verluste.
Um 7:10 Uhr meldete der Kommandant des Angriffsverbandes aus einer Maschine der Hiryū, dass die Ziele des Angriffs nicht erreicht wurden und eine zweite Angriffswelle nötig sei. Fast zur gleichen Zeit entdeckten die Sicherungsschiffe des japanischen Flugzeugträgerverbandes zweimotorige Flugzeuge vom Typ B-26 Marauder, die zu einem Torpedoangriff auf die Schiffe ansetzten. Angegriffen von den Jagdflugzeugen der Eigensicherung, teilte sich der Verband, und vier Maschinen visierten die Akagi an. Um 7:12 Uhr gelang es dem Schiff, dreien der vier abgeworfenen Torpedos auszuweichen. Der vierte explodierte durch eine Fehlzündung harmlos noch vor dem Träger. Die Bordschützen der Bomber trafen jedoch das Flugabwehrgeschütz Nummer 3 der Akagi, beschädigten es leicht und töteten zwei Besatzungsmitglieder.
Um 7:15 Uhr erging der Befehl, die Torpedos von den B5N-Bombern zu entfernen und sie stattdessen mit Typ-80-Sprengbomben (805 kg) für einen weiteren Angriff auf Midway zu beladen. Diese Prozedur war aufwendig und konnte pro Flugzeug rund 20 Minuten in Anspruch nehmen.
Als die Umrüstung schon im Gange war, entschied Vizeadmiral Nagumo, eine der gegnerischen Flotten, die der Pilot eines Aufklärungsflugzeugs um 7:28 Uhr entdeckt hatte, als größere Bedrohung einzuschätzen und befahl um 7:45 Uhr, die Neubewaffnung einzustellen. Alle B5N, die noch keine Bomben trugen, sollten die Torpedos behalten.
Um 8:00 Uhr tauchten erneut amerikanische Flugzeuge über der Flotte auf. Die Akagi konnte mehrere Bombenangriffe von viermotorigen B-17-Bombern ausmanövrieren, und auch der Angriff von 18 einmotorigen amerikanischen Torpedobombern wurde von der Flugabwehr und der eigenen Jagdsicherung bis 8:40 Uhr abgewiesen. Zu diesem Zeitpunkt kehrten die Maschinen der ersten Angriffswelle vom frühen Morgen zurück. Gemäß einem erneuten Befehl von 9:05 Uhr sollten nun erst alle zurückkehrenden Flugzeuge aufgenommen werden, damit die Flotte nach Norden laufen und einen gemeinsamen Angriff mit allen Flugzeugen, also auch denen der ersten Welle, gegen die amerikanische Flotte starten konnte. Neben den betankten und aufmunitionierten Flugzeugen der zweiten Welle mussten nun auch noch Bomben, Torpedos und Treibstoff für die Wiederbewaffnung der ersten Welle bereitgestellt werden.
Die Akagi und die übrigen Träger meldeten um 9:15 Uhr, dass sie die Ausrüstung und das Betanken aller Flugzeuge zwischen 10:30 Uhr und 11:00 Uhr abgeschlossen haben würden. Kurz danach griffen um 9:25 Uhr wiederum amerikanische Torpedobomber die Akagi an; ihr Angriff wurde von der Luftüberwachung der japanischen Flotte abgefangen, darunter waren auch fünf A6M2-Jagdflugzeuge der Akagi, und alle 15 Douglas TBD-Devastator-Torpedobomber, die von der Hornet gestartet waren, wurden abgeschossen. Eine weitere Torpedobombergruppe der Enterprise griff wenige Minuten später an und verlor 10 ihrer 14 Maschinen. Der Angriff beider Torpedobombergruppen endete gegen 9:58 Uhr, ohne dass Schäden an den japanischen Schiffen zu verzeichnen waren. Die ständigen Ausweichmanöver, die das Schiff fuhr, verlangsamten jedoch die Arbeiten an Bord, und das Aufnehmen, Wiederbewaffnen und Starten der Jagdflugzeuge der eigenen Luftsicherung erhöhte den Zeitdruck auf die Mechaniker der Akagi weiter.

### Untergang
Gegen 10:16 Uhr griff ein weiterer gemischter Verband amerikanischer Torpedo- und Sturzkampfbomber an. Während sich der Kommandant der Akagi, Taijiro Aoki, auf das Ausmanövrieren der Gruppe Torpedobomber konzentrierte, die sich aus weiteren Devastator-Bombern der Yorktown zusammensetzte, stürzten sich, vom Jagdschutz der Akagi unbemerkt, drei SBD Dauntless der Enterprise aus rund 2.000 Metern Höhe in einem Winkel von rund 50° auf das Schiff und lösten ihre Bomben in etwa 500 Metern Höhe aus.
Eine der abgeworfenen 1000-lb.-(453-kg)-Bomben verfehlte den Träger, die zweite war entweder ein Treffer oder verfehlte das Schiff, mit Sicherheit beschädigte die Explosion jedoch das Achterdeck leicht und tötete ein Besatzungsmitglied der Akagi. Die dritte Bombe traf, durchschlug das Flugdeck auf Höhe des mittleren Aufzugs, detonierte im oberen Hangar und setzte sofort die dort geparkten B5N-Bomber in Brand. Drei Minuten später begannen die dort gelagerten Bomben und Torpedos in der Hitze des brennenden Treibstoffs zu explodieren. Die befohlene Flutung der Lager für Bomben und Torpedos konnte zunächst nur im Vorschiff ausgeführt werden, da die Pumpensysteme für die hinteren Munitionskammern ausgefallen waren. Der Befehl, das Kohlenstoffdioxid-Löschsystem in Betrieb zu nehmen, erging um 10:32 Uhr. Die Maßnahme blieb jedoch wirkungslos.

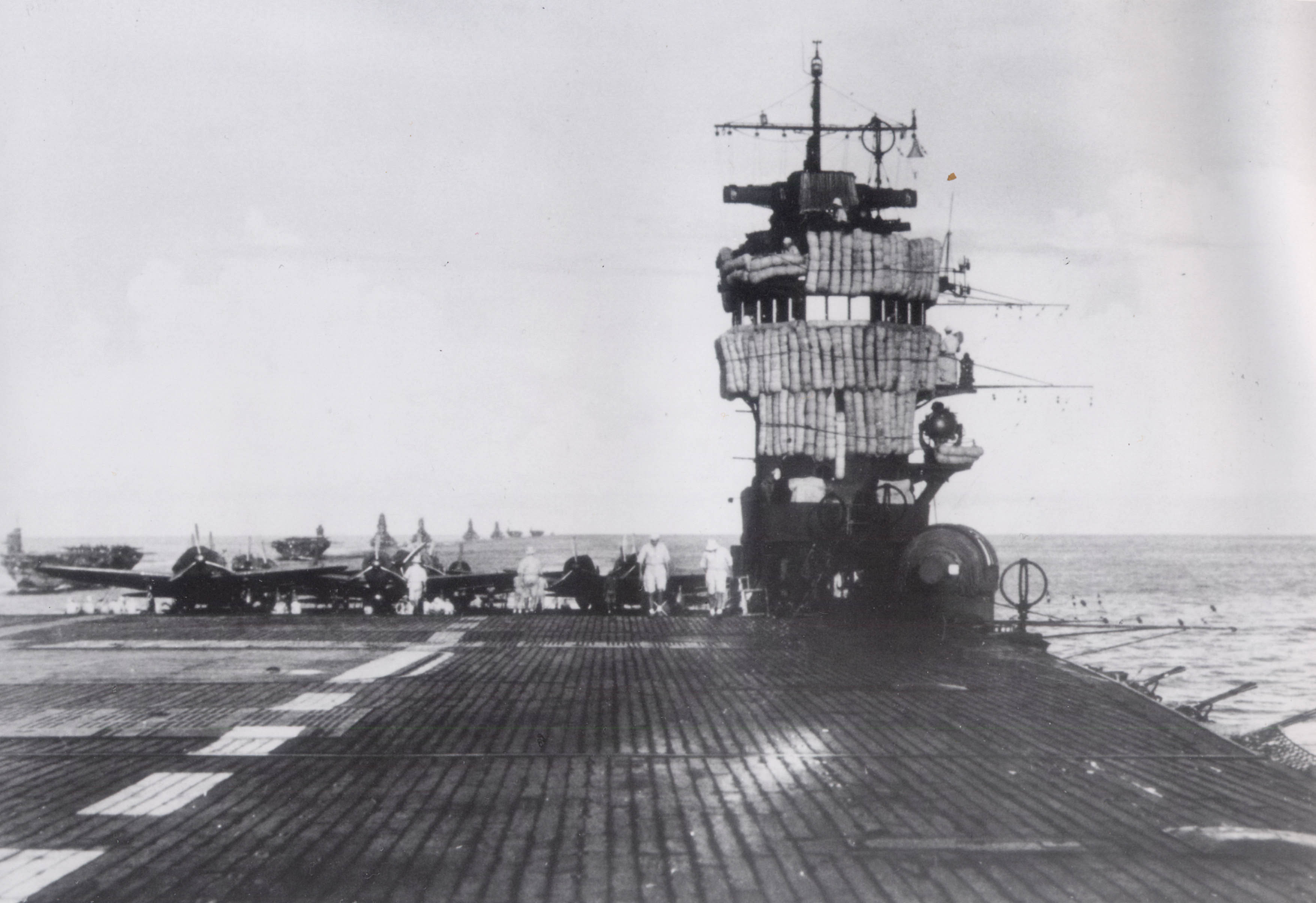
Das hölzerne Flugdeck der Akagi und der kleine Brückenturm an der Backbordseite des Schiffes am 26. März 1942. Die Flugzeuge in der zweiten Reihe stehen etwa auf Höhe des mittleren Aufzuges.

Um 10:36 Uhr fiel der hintere Steuerbordmaschinenraum aus, und die Geschwindigkeit fiel auf 12 Knoten. Der Schiffsrumpf des Flugzeugträgers wurde unterdessen von Schockwellen erschüttert, ausgelöst durch weitere Explosionen von Bomben und Torpedos in den Hangardecks. Eine Störung in der Steuerungsanlage für die Ruder trat um 10:42 Uhr auf, als die Akagi gerade ein weiteres Ausweichmanöver nach dem Sichten eines weiteren gegnerischen Torpedobombers eingeleitet hatte. Das Schiff stoppte vorübergehend.
Die gesamte Mannschaft wurde zur Feuerbekämpfung abkommandiert, aber die Brände, gespeist von Treibstoff und Munition der Flugzeuge in den Hangars und an Deck, breiteten sich weiter aus. Ein abgestelltes Jagdflugzeug geriet nahe dem Brückenturm der Akagi in Brand und machte den Aufenthalt auf der Kommandobrücke unmöglich; Vizeadmiral Nagumo verließ um 10:46 Uhr mit seinem Stab den Träger und wechselte auf den Zerstörer Nowaki, um das Kommando über die Flotte von einem anderen Schiff aus weiter zu führen. Die Maschinen wurden wieder angefahren, und der Träger lief wieder mit der ihm noch möglichen Höchstfahrt.
Gegen 11:30 Uhr erging der Befehl, die Verwundeten und sämtliches Personal des Flugbetriebs von der Akagi zu evakuieren. Fünf Minuten später explodierten weitere Bomben und Torpedos in Lagerräumen auf dem Hangardeck. Das hölzerne Flugdeck stand über weite Teile in Flammen. Die Führungsoffiziere des Trägers um Kapitän Aoki richteten auf dem Ankerdeck am Vorschiff eine improvisierte Kommandostelle ein, waren aber nicht mehr in der Lage, über Funk mit der übrigen Flotte zu kommunizieren, sondern mussten sich durch Lichtsignale in Morsecode verständigen.
Um 13:38 Uhr übernahm der Zerstörer Nowaki von der Akagi schließlich das Porträt des Kaisers, das auf jedem größeren japanischen Kriegsschiff mitgeführt wurde, um dessen Verlust – der als Schande angesehen wurde – zu verhindern. Wenige Minuten später stoppte die Akagi endgültig. Kapitän Aoki sagte später aus, dass sämtliche Maschinenanlagen auf dem Schiff durch Feuerschaden ausgefallen waren. Wahrscheinlicher ist eine Zerstörung der Lüftungssysteme im oberen Teil des Schiffes durch Hitzeeinwirkung und Explosionen, so dass die Frischluftzufuhr für die Kessel zusammenbrach. Auch der Aufenthalt in den vier Maschinenräumen wurde unmöglich, da aufgeheizte Luft und Rauch über die Ventilation in die Räume gepresst wurden.
Gegen 15:00 Uhr wurden durch weitere Sekundärexplosionen die Wände des vorderen Hangardecks nach außen aufgerissen. Obwohl das Schiff keine Wassereinbrüche erlitten hatte und die Schwimmfähigkeit nicht gefährdet schien, wurde die Möglichkeit, die Akagi noch retten zu können, immer unwahrscheinlicher, und gegen 19:20 Uhr entschied sich der Kommandant, den Träger endgültig aufzugeben. Die Evakuierung der zweiten Welle von Besatzungsmitgliedern war gegen 22:00 Uhr durch die Zerstörer Nowaki (rund 200 Überlebende) und Arashi (rund 500 Überlebende) abgeschlossen. Kapitän Aoki blieb auf eigenen Wunsch auf dem Schiff, aber Mitglieder seines Stabes gingen nach einiger Zeit zurück an Bord und holten ihn auf die Arashi.
Am Morgen des 5. Juni gegen 4:50 Uhr sendete Admiral Yamamoto per Funk den Befehl an die Zerstörer, die Akagi mit Typ-93-Torpedos zu versenken. Zwischen 5:00 Uhr und 5:30 Uhr morgens versank das ausgebrannte Wrack nach mehreren Torpedotreffern durch die sichernden Zerstörer.

### Verluste
Die abschließende Zählung der Überlebenden ergab, dass 221 Besatzungsmitglieder während des Luftangriffs und der anschließenden Versuche der Schiffssicherung, die Akagi zu retten, ums Leben gekommen waren. Die Verluste unter den Piloten des Schiffes werden dabei als gering eingeschätzt. Zum Zeitpunkt des Bombentreffers waren bereits drei Piloten der Akagi im Luftkampf getötet worden, ein weiterer war nach einer Notlandung von einem Zerstörer aufgenommen worden. Der Bombentreffer tötete nach der Einschätzung des Kommandanten der Akagi sechs Piloten, die in ihren Maschinen auf den Start gewartet hatten. Die übrigen der rund 60 Piloten wurden gerettet.

## Wrack
Am 20. Oktober 2019 wurde das Wrack durch das Forschungsschiff Petrel im Papahānaumokuākea Marine National Monument in einer Tiefe von 5490 Metern entdeckt.

## Liste der Kommandanten
| Nr. | Name                                   | Beginn der Amtszeit | Ende der Amtszeit | Bemerkungen |
| --- | -------------------------------------- | ------------------- | ----------------- | ----------- |
| 1.  | Kapitän zur See Kaizu Ryutaro          | 27. März 1927       | 1. Dezember 1927  |             |
| 2.  | Kapitän zur See Kobayashi Seizaburo    | 1. Dezember 1927    | 10. Dezember 1928 |             |
| 3.  | Kapitän zur See Yamamoto Isoroku       | 10. Dezember 1928   | 1. November 1929  |             |
| 4.  | Kapitän zur See Kitagawa Kiyoshi       | 1. November 1929    | 26. Oktober 1930  |             |
| 5.  | Kapitän zur See Hara Gorō              | 26. Oktober 1930    | 1. Dezember 1930  |             |
| 6.  | Kapitän zur See Wada Hideo             | 1. Dezember 1930    | 28. August 1931   |             |
| 7.  | Kapitän zur See Onishi Jiro            | 28. August 1931     | 1. Dezember 1931  |             |
| 8.  | Kapitän zur See Baron Shibayama Masaki | 1. Dezember 1931    | 1. Dezember 1932  |             |
| 9.  | Kapitän zur See Kondo Eijiro           | 1. Dezember 1932    | 20. Oktober 1933  |             |
| 10. | Kapitän zur See Tsukahara Nishizō      | 20. Oktober 1933    | 1. November 1934  |             |
| 11. | Kapitän zur See Horie Rokuro           | 1. November 1934    | 15. November 1935 |             |
| 12. | Kapitän zur See Matsunaga Toshio       | 15. November 1935   | 1. Dezember 1936  |             |
| 13. | Kapitän zur See Terada Kokichi         | 1. Dezember 1936    | 27. August 1937   |             |
| 14. | Kapitän zur See Moizumi Shinichi       | 27. August 1937     | 1. Dezember 1937  |             |
| 15. | Kapitän zur See Mizuno Junichi         | 1. Dezember 1937    | 15. November 1938 |             |
| 16. | Kapitän zur See Teraoka Kinpei         | 15. November 1938   | 15. November 1939 |             |
| 17. | Kapitän zur See Kusaka Ryūnosuke       | 15. November 1939   | 15. Oktober 1940  |             |
| 18. | Kapitän zur See Ito Ko                 | 15. Oktober 1940    | 25. März 1941     |             |
| 19. | Kapitän zur See Hasegawa Kiichi        | 25. März 1941       | 25. April 1942    |             |
| 20. | Kapitän zur See Aoki Taijiro           | 25. April 1942      | 5. Juni 1942      |             |

## Bemerkungen
1. ↑  Der japanische Rang Chūjō entspricht dem deutschen Dienstgrad Vizeadmiral. Der Vorsatz Kaigun- zeigt an, dass es sich um einen Marineoffizier handelt.
2. ↑  Die Zahl der einsatzbereiten Jagdflugzeuge der Akagi schwankt in der Literatur zwischen 57 und 54. So gehen Parshall und Tully in ihrem Buch Shattered Sword von nur 18 A6M2 aus, während D.W. Insom noch drei einsatzbereite Maschinen aus der 6. Gruppe auf der Akagi hinzurechnet.
3. ↑  Alle Zeitangaben zur Schlacht um Midway sind in der Literatur entweder nach japanischer Zeit, also UTC +9 Stunden, oder nach der von den Amerikanern verwendeten Zeit, UTC −12 Stunden (wie auch in diesem Artikel), angegeben, so dass das zugehörige Datum um einen Tag abweichen kann. Siehe dazu den Artikel Zeitzone.
4. ↑  In manchen Quellen werden zwei Treffer gezählt, so in The Japanese Story Of The Battle Of Midway S. 52 und in God's samurai: lead pilot at Pearl Harbor ISBN 1-57488-695-9, S. 77 – der zweite Treffer lag demnach an der äußeren Backbordseite im hinteren Viertel des Flugdecks.
5. ↑  Die in den japanischen Unterlagen angegebenen Verluste liegen bei 221 (davon 8 Offiziere), vergleiche dazu The Japanese Story Of The Battle Of Midway S. 67. Tully und Parshall gehen dagegen von 263 getöteten Besatzungsmitgliedern aus.